# Niklas Björnberg
Niklas Björnberg, född 1758 och död 1829, var en svensk industriidkare.
Björnberg drev en omfattande spannmålshandel i Göteborg i förening med arrendering av kronobränneri. Under högkonjunkturen i samband med kontinentalsystemet utvidgade han rörelsen till att även omfatta järn- och träexport. Under kraschen för järnbruken 1806 förvärvade han Munkfors med flera bruk i Värmland och utvidgade hänsynslöst sina domäner vid den Hallska konkursen. Efter krigen försvagades hans ställning, men han var under många år den högst beskattade i Göteborg.
Efter hans död begärdes boet i konkurs, men tillgångarna täckte skulderna.